# Église Sant'Andrea de Piazza Armerina
L'église Sant'Andrea est un édifice catholique situé à Piazza Armerina en Sicile.
Elle est le seul vestige du prieuré, fondé en 1096 par un proche de Roger Ier de Sicile, membre de la famille Aleramici, au profit de l'Ordre équestre du Saint-Sépulcre de Jérusalem. 
Adoptant un plan en croix égyptienne ou en croix de saint Antoine, elle possède une silhouette massive, avec des ouvertures en meurtrières. Sa longue nef à vaisseau unique se termine par un chœur surélevé et voûté, et trois absides creusées dans le mur. 
Un petit campanile est collé à l'abside. Les portails datent du XIIIe siècle. 
Elle possède de belles fresques du XIIe au XVe siècle.